# Ски свободен стил
Ски свободен стил е зимен спорт, който включва дисциплините спускане по бабуни, крос и скокове от рампа.

## История
Ските свободен стил се оформят като спорт през 1930-те години, когато норвежки скиори започват да провеждат акробатични изпълненя по време на тренировки по ски алпийски дисциплини и ски бягане. Първите организирани състезания по ски свободен стил се провеждат по бабунест терен, който позволява на скиорите да показват трикове, скокове и завъртания. През 1971 година в Аспен, Колорадо се провежда първото официално организирано състезание.
Международната федерация по ски (ФИС) признава ските свободен стил за спорт през 1979 г. Първите състезания за Световната купа по ски свободен стил се провеждат през 1980 г. Първото световно първенство се провежда през 1986 г. в Тин (на френски: Tignes), Франция. Ските свободен стил участват като демонстрационен спорт на Олимпиадата в Калгари през 1988 г. Спускането по бабуни влиза в официалната програма на Зимните олимпийски игри в Албервил през 1992 г., а скоковете от рампа са добавени към програмата на следващата олимпиада в Лилехамер през 1994 г.